# Aivars Freimanis
Aivars Freimanis, né le 8 février 1936 à Jelgava en Lettonie et mort le 24 janvier 2018, est un réalisateur et cadreur letton spécialisé dans le tournage des films documentaires. Il est l'un des premiers lauréats du festival du cinéma letton Lielais Kristaps. Son long métrage Ābols upē (1974) est inclus dans le Canon culturel letton.

## Biographie
Né le 8 février 1936 à Jelgava dans la famille d'un technicien en téléphonie Aivars Freimanis est scolarisé à l'école no 1 de Dobele. Il sort diplômé de la faculté d'histoire et philosophie de l'Université de Lettonie en 1957. À cette époque, Freimanis déménage à Riga. Plus tard, ses souvenirs de jeunesse trouveront un écho dans le film Ābols upē (1974) qui immortalisera l'environnement de Zaķusala des années 1970, avant la construction de la tour de télévision. Il commence à travailler comme journaliste et collabore avec le journal  "Padomju Jaunatne" en 1957-1960. En 1962, il écrit son premier scénario pour le film Pasaulē ir tāds puika consacré à l'école internat de Kandava. En 1964, il rejoint l'Union cinématographique de Lettonie. Le réalisateur compte plus de 20 films à son actif dont quelques fictions, autant de courts métrages, ainsi que 80 épisodes des séries de communication télévisuelle. Son film Gada reportāža (1965) a été récompensé par le prix d’État de la république socialiste soviétique de Lettonie, on lui a attribué également le titre d'artiste émérite. Freimanis écrit toujours les scénarios de ses films, mais aussi les nouvelles et les articles pour les périodiques. A la fondation du festival Lielais Kristaps en 1977, son film Puika d'après le Livre blanc de Jānis Jaunsudrabiņš reçoit le prix du meilleur film. En 1989, Freimanis devient membre de l'Union des écrivains lettons. La même année son film Dzīvīte consacré à Krišjānis Barons est récompensé au festival Lielais Kristaps. En 2003, il est fait officier de l'Ordre des Trois Étoiles. En 2012 au festival Lielais Kristaps, on lui remet le prix pour l'ensemble de l’œuvre d'une personnalité du monde cinématographique .

## Filmographie
Documentaires
- 1963 : Krasts  (avec Ivars Seleckis)
- 1965 : Gada reportāža (avec Ivars Seleckis)
- 1966 : Kuldīgas freskas (avec Ivars Seleckis)
- 1969 : Lomi (avec Ivars Seleckis)
- 1970 : Moricsala
- 1973 : Mežs
- 1976 : Fragments
- 1979 : Putniņa izlidošana
- 1980 : Spoguļa dziļums
- 1981 : Jānis Jaunsudrabiņš
- 1987 : Dzintara latvietis - 87
- 1987 : Hepenings ar M.Z.
- 1990 : Latvija 1989. gada augusts
- 1991 : Dzīvoju lībiešu mājās
- 1992 : Pastarītis
- 1993 : Slīteres meža stāsti
- 1997 : Eiropas nezināmais centrs
- 2000 : Lībiešu mēles liegā ieskanēšanās nedēļu pirms pasaules gala
- 2001 : Vasaras raibumiņi uz skaistās K. vaiga

Fictions
- 1974 : Ābols upē
- 1977 : Puika
- 1989 : Dzīvīte
- 1995 : Ligzda